# عائلة ناساو
عائلة ناساو هي سلالة أرستقراطية متنوعة في أوروبا. وقد تسمت على اسم اللوردية المرتبطة بقلعة ناساو التي تقع بالمدينة الحالية ناساو، راينلند بالاتينات، ألمانيا. وكان يطلق على لوردات ناساو كونتات ناساو، ثم ارتقوا إلى الدرجة الأميرية ككونتات أميريين. وفي نهاية الإمبراطورية الرومانية المقدسة أعلنوا أنفسهم دوقات ناساو.